# Metropolitana di Zhengzhou
La metropolitana di Zhengzhou è la metropolitana che serve la città cinese di Zhengzhou.
Sono in esercizio al 2023, la metropolitana di Zhengzhou ha inaugurato un totale di 11 linee, con una lunghezza operativa di 344,83 chilometri.

## Dati

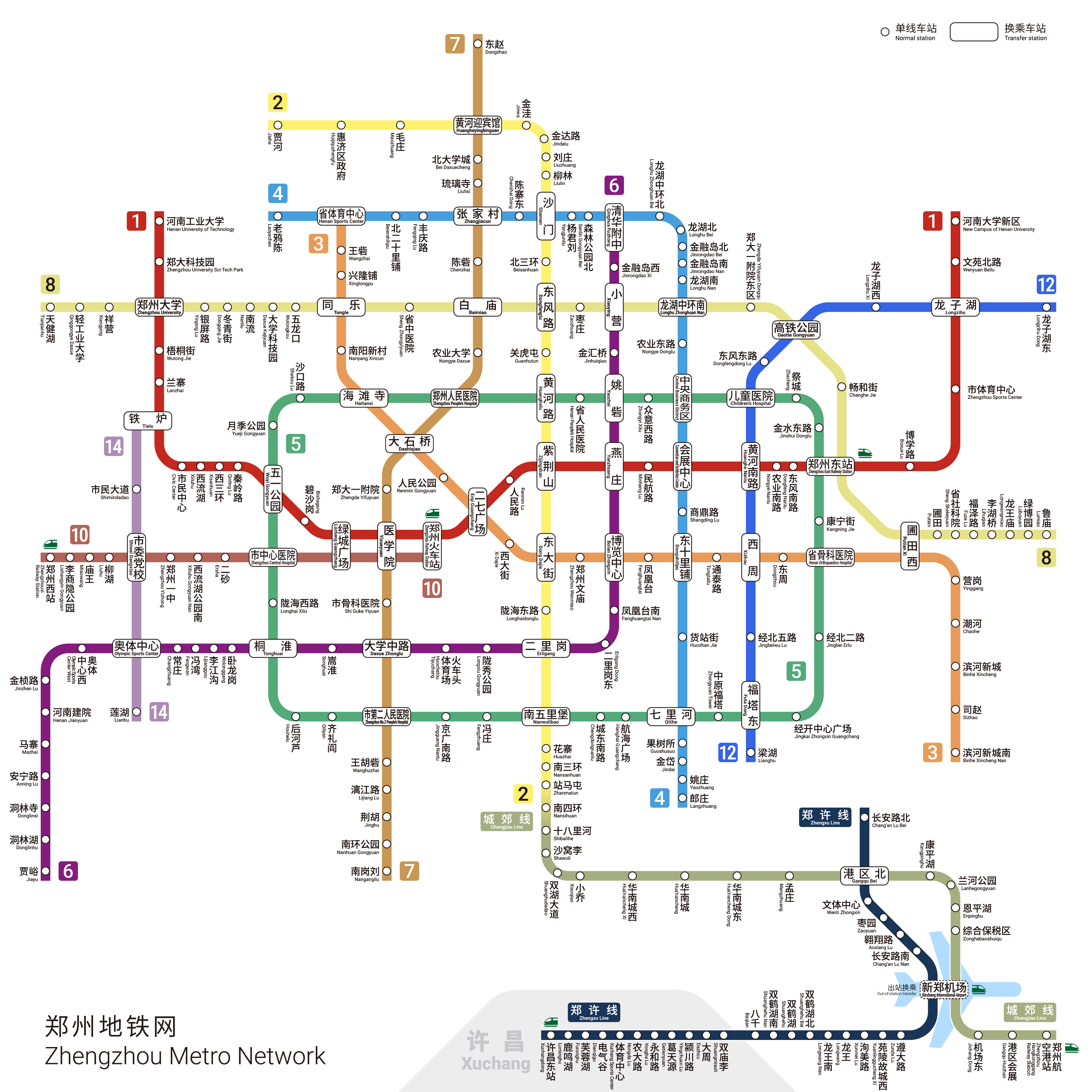
Zhengzhou Metro 2020

| Linea             | Capolinea (Distretto) | Capolinea (Distretto)             | Apertura | Ultima estens. | Lunghezza | Stazioni |
| ----------------- | --------------------- | --------------------------------- | -------- | -------------- | --------- | -------- |
| Linea 1           | Xiliuhu (Zhongyuan)   | Zhengzhou Sports Center (Jinshui) | 2013     | 2017           | 41,4      | 30       |
| Linea 2 Chengjiao | Liuzhuang (Huiji)     | Aeroporto Xinzheng (Xingzheng)    | 2016     | 2017           | 52,3      | 27       |
| Totale            | 93,7                  | 59                                |          |                |           |          |